# Umwani
Umwani là một chi nhện trong họ Cyatholipidae.

## Các loài
The World Spider Catalogo 12.0:
- Umwani anymphos Griswold, 2001
- Umwani artigamos Griswold, 2001